# ARA Almirante Irízar (Q-5)
ARA Almirante Irízar (Q-5) je ledoborec argentinského námořnictva. Byl navržen pro zajištění kontaktu a zásobování argentinských stanic v Antarktidě, dále pro plnění vědeckých úkolů a záchranné mise. Ve službě je od roku 1978, avšak roku 2007 byl těžce poškozen požárem. Vrácen do služby byl teprve v roce 2017.

## Stavba

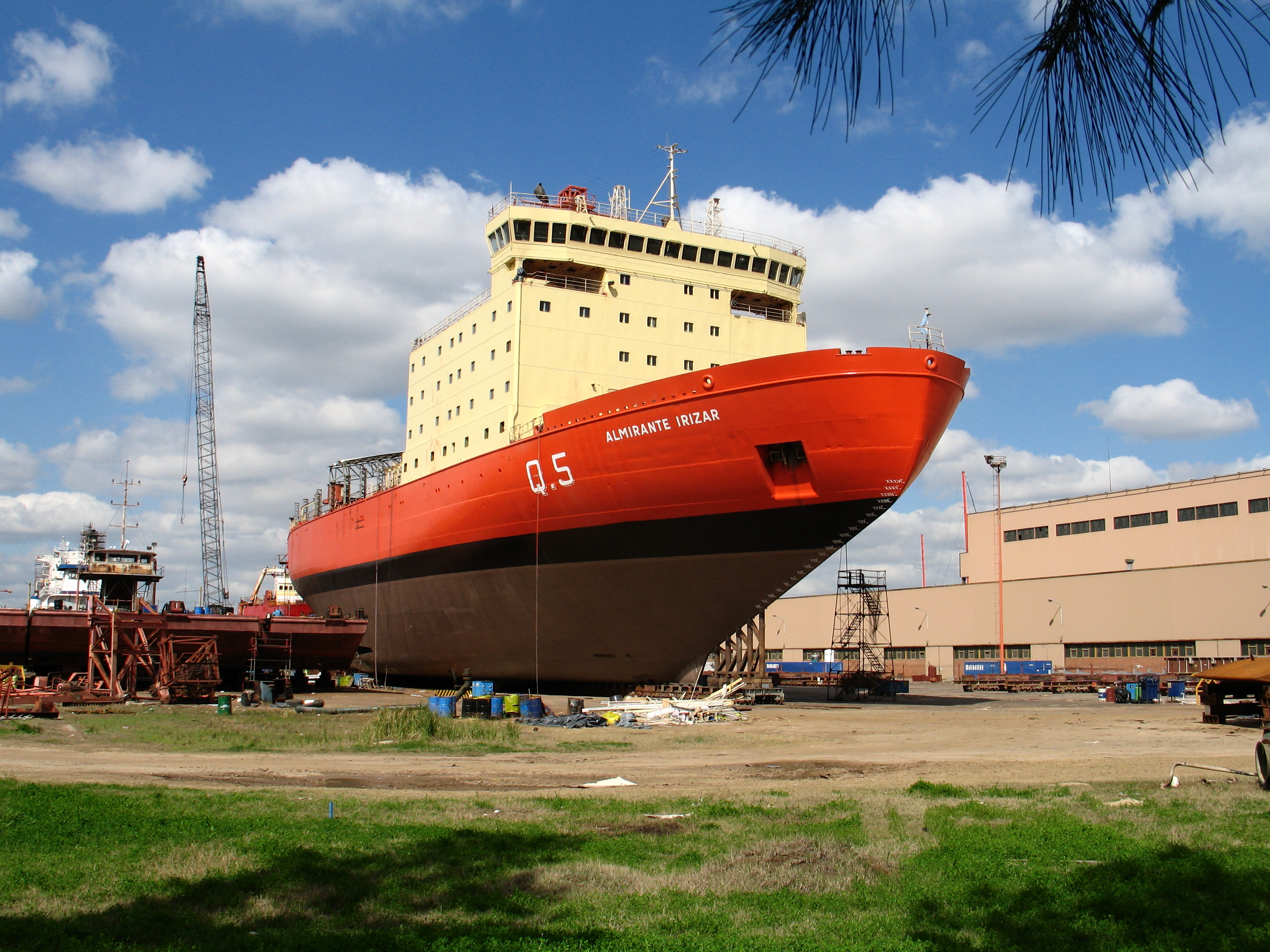
Celkový pohled

Plavidlo postavila finská loděnice Wärtsilä v Helsinkách na základě kontraktu z roku 1975. Trup byl spuštěna na vodu 3. února 1978 a dokončené plavidlo bylo do služby přijato 15. prosince 1978.

## Konstrukce

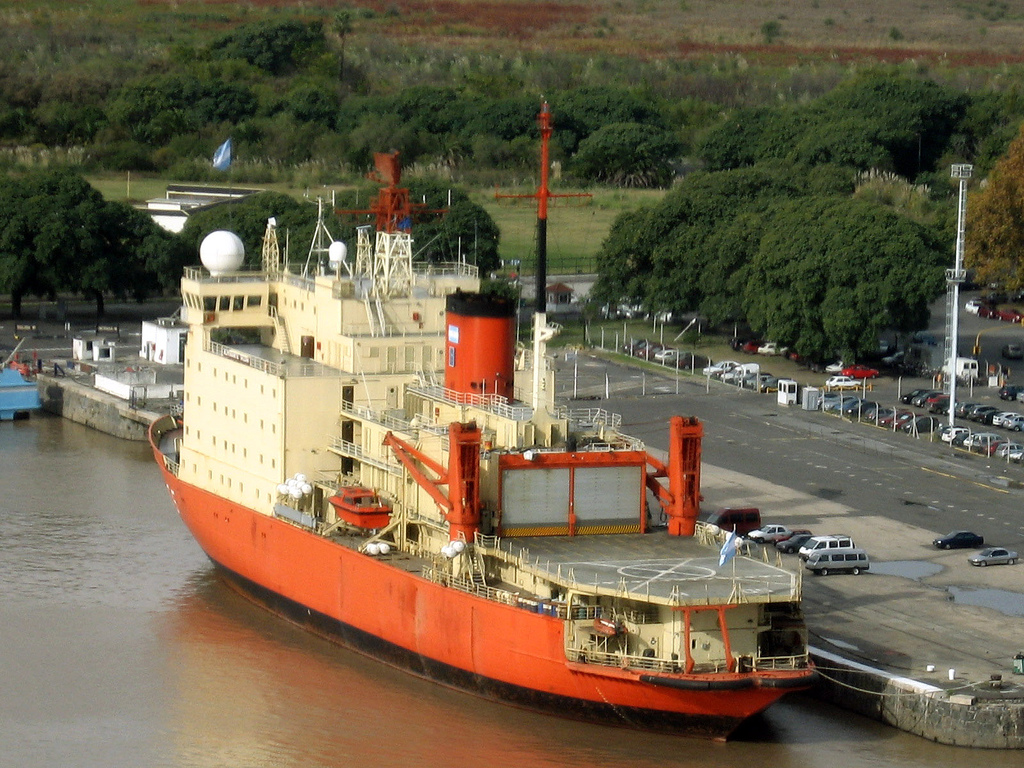
Pohled zezadu

Na palubě se nacházejí dva jeřáby o nosnosti 16 t. Na zádi se nachází přistávací plocha a hangáry pro dva vrtulníky Sea King. Pohonný systém je dieselelektrický. Tvoří jej čtyři diesely Wartsila-Pielstick 8PC2-5L, každý o výkonu 3828 kW, alternátory a elektromotory pohánějící dva lodní šrouby. Nejvyšší rychlost dosahuje 16,5 uzlu. Plavidlo můžu plout ledem o síle až 1 m.

## Operační služba

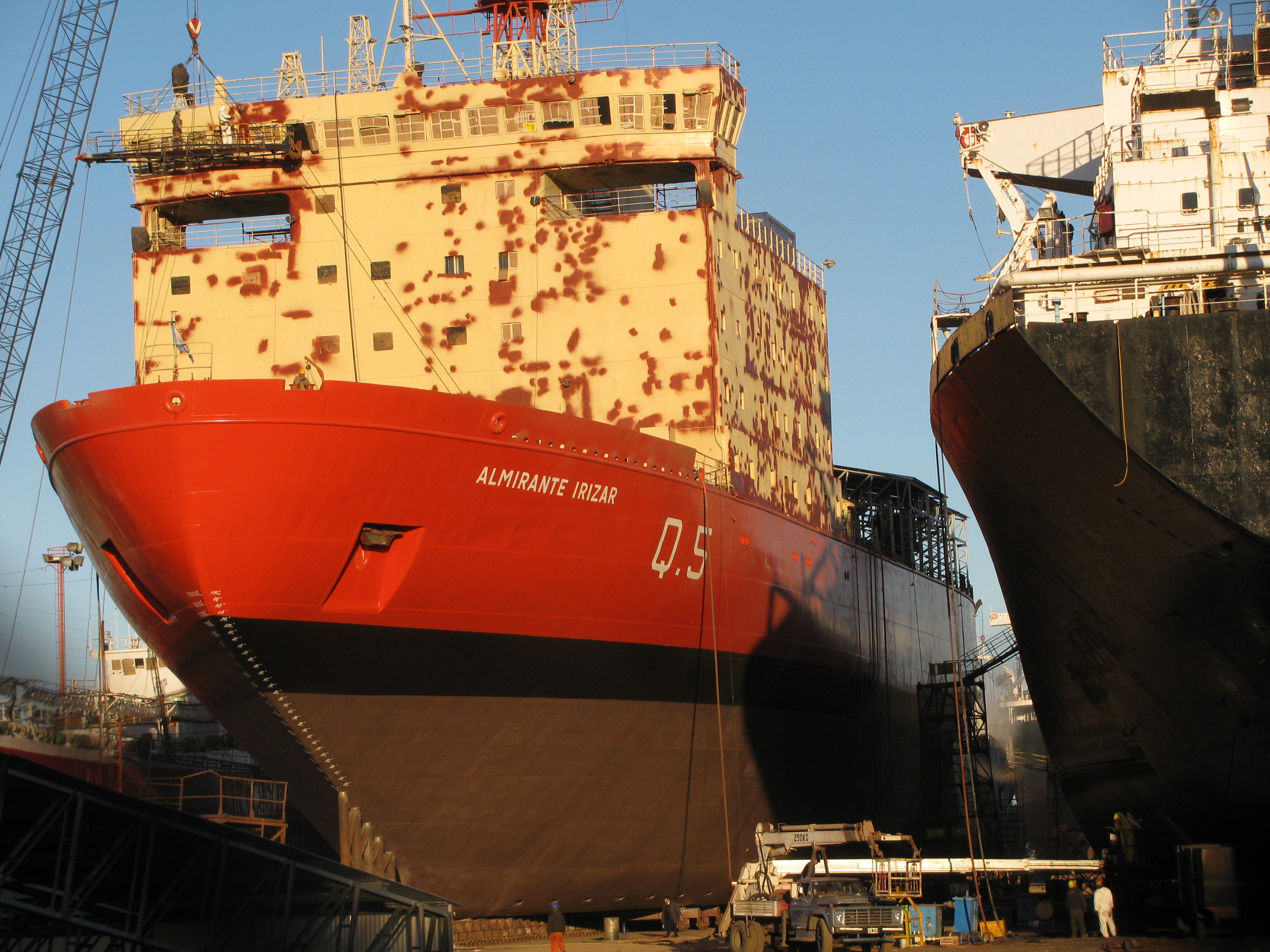
Almirante Irízar v roce 2011

Do Argentiny Almirante Irízar připlul 23. března 1979 a ve službě nahradil dosluhující ledoborec ARA General San Martín (Q-4). Plavidlo se účastnilo falklandské války. V letech 2002–2003 prošlo opravou a modernizací.
V roce 2002 Almirante Irízar pomohl v ledu uvízlé nákladní lodi MV Magdalena Oldendorff. Dne 11. dubna 2007 ledoborec během návratu z Antarktidy vážně poškodil požár. Loď se nacházela 140 mil východně od přístavu Puerto Madryn. Požár vypuknuvší na generátoru zasáhl především pohonný systém plavidla. Všech 296 členů posádky bylo evakuováno a ledoborec se podařilo odtáhnout na námořní základnu Puerto Belgrano.
Kontrakt na opravu a modernizaci poškozeného plavidla získala roku 2009 společnost Sener. Opravy však poznamenala řada průtahů a výrazné překročení nákladů, přičemž země vynaložila značné prostředky na pronájem náhradních ledoborců. Pro Argentinu by tak byla výhodnější stavba zcela nového ledoborce. Dne 4. července 2017 opravený ledoborec zahájil námořní zkoušky.